# Paulo Teixeira
Luiz Paulo Teixeira Ferreira, ou Paulo Teixeira, né le 6 mai 1961 à Águas da Prata (Brésil), est un professeur, avocat et homme politique brésilien.
Membre du Parti des travailleurs depuis 1980, il commence son parcours politique en tant que maire adjoint, avant d'être élu député d'État entre 1995 et 2000. Il est conseiller municipal de São Paulo entre 2005 et 2007. Entre 2007 et 2023, il est député fédéral de São Paulo. Entre 2011 et 2012, il est président du groupe du Parti des travailleurs à la Chambre des députés.
Réélu député lors des élections parlementaires d'octobre 2022, il est nommé ministre du Développement agraire dans le troisième gouvernement de Lula.

## Biographie

### Études et parcours professionnel
Paulo Teixeira est né mai 1961 à Águas da Prata, il déménage à São Paulo dans les années 1970, il est diplômé en droit de la Faculté de droit de l'Université de São Paulo, titulaire d'une maîtrise en droit constitutionnel.
Il a présidé le directoire de zone du quartier de São Miguel Paulista, dans la zone Est de la capitale, avant de devenir maire adjoint du gouvernement de Luiza Erundina. Il a également été moniteur à la Fondation pour le bien-être de l'enfance et chef de cabinet du maire de la ville de Franco da Rocha.
Il est le frère du député d'État Luiz Fernando Teixeira.

### Parcours politique
Membre du Parti des travailleurs depuis sa création en 1980, Il est élu pour la première fois député de l'État de São Paulo en 1994, puis réélu en 1998. Il a été secrétaire municipal du logement et du développement urbain de la municipalité de São Paulo entre 2001 et 2004 et PDG de Companhia Metropolitana de Habitação de São Paulo - COHAB entre 2003 et 2004.En 2004, il a été élu conseiller municipal de la ville de São Paulo. 
En octobre 2006 (pt), il est député fédéral de l'État de São Paulo, élu consécutivement en 2006, 2010, 2014, 2018 et 2022. À la Chambre des députés, il a président du groupe du PT à la Chambre en 2011.
En décembre 2022, il est annoncé comme ministre du Développement agraire dans le troisième gouvernement de Lula. Pendant la période de transition, il est membre du groupe Justice et Sécurité publique.
En raison de sa nomination en tant que ministre le 1er janvier 2023, le député historique Vicentinho (PT) le remplace à la Chambre des députés.